# 大众软件
《大众软件》是一本关于计算机软硬件、数码产品和电子游戏的普及杂志，是在中国具有影响力的计算机大众杂志之一。

## 历史沿革
《大众软件》自1995年开始正式发行，创刊号发行10万册，至1998年5月发行量已达30万册，之后最高期发行量达38万册，月最高发行量超过70万册 。1999年改为半月刊，2009年改为旬刊，每月1日、8日和16日面向全国发行。主要栏目有“新品初评”、“数字码头”、“实用软件”、“应用心得”、“网络时代”、“硬件评析”等。此次改版后，上下旬刊延续以往风格，中旬刊则侧重游戏方面的报道。2014年恢复为月刊。
《大众软件》原由中国科学技术协会主管、中国科学技术情报学会主办。2013年7月，因账面亏损，主办方将绝大部分员工解雇，并进入清算程序，导致大量编辑出走，只剩数名与杂志社不再有劳动关系的编辑自愿留下，完成2013年剩余期数。2013年底，主办方收回刊号，停止出刊。2014年1月，《大众软件》剩余成员与《e-play电脑游戏新干线》合并，变更为月刊并使用后者刊号继续发行，主管方变为广西出版总社。2014年4月21日，《大众软件》发起众筹，决定募集资金向移动端转型 。
2016年12月，《大众软件》在其官方微博宣布实体杂志暂时休刊，但官方微博和微信公众号仍然继续运营。在宣布休刊消息的同时，《大众软件》还同时发起众筹，帮所有希望能买到实体杂志的读者免邮费拿到一本杂志。众筹最终筹得人民币77万余元，是目标金额的128倍。
2018年10月，《大众软件》编辑方通过官方微博宣布，该刊物已经从2018年8月开始恢复出刊，采用预售形式发售实体刊物，并尝试融合线上线下阅读的形式，随实体刊物发布电子刊物文件。
在复刊三期至2018年十月刊后，十一、十二月刊被无限延期发货至今，作为复刊后购买刊物的唯一渠道，其官方淘宝店铺也已关闭，《大众软件》的栏目编辑对相关事宜作出了承诺，但至今仍未有后续，实际已再次休刊。

## 《大众游戏》
《大众游戏》于2002年1月正式创刊，由《大众软件》杂志社创办。2003年，《大众游戏》因违规出刊而遭到查处，被勒令停刊。2006年11月，《大众游戏》正式停刊。